# Województwo gdańskie (1975–1998)
Województwo gdańskie – jedno z 49 województw istniejących w latach 1975–1998, położone w północnej Polsce. W 1999 roku włączone zostało do województwa pomorskiego.
Sąsiadowało z województwami: słupskim, bydgoskim i elbląskim.

## Urzędy Rejonowe
| Nr                                     | Gmina                           | Herb | Siedziba          |
| -------------------------------------- | ------------------------------- | ---- | ----------------- |
| Urząd rejonowy w Gdańsku               |                                 |      |                   |
| 1                                      | gmina Cedry Wielkie             |      | Cedry Wielkie     |
| 2                                      | gmina Kolbudy Górne             |      | Kolbudy Górne     |
| 3                                      | miasto Gdańsk                   |      | Gdańsk            |
| 4                                      | miasto Pruszcz Gdański          |      | Pruszcz Gdański   |
| 5                                      | gmina Pruszcz Gdański           |      | Pruszcz Gdański   |
| 6                                      | gmina Przywidz                  |      | Przywidz          |
| 7                                      | gmina Pszczółki                 |      | Pszczółki         |
| 8                                      | gmina Suchy Dąb                 |      | Suchy Dąb         |
| 9                                      | gmina Trąbki Wielkie            |      | Trąbki Wielkie    |
| Urząd rejonowy w Gdyni                 |                                 |      |                   |
| 1                                      | miasto Gdynia                   |      | Gdynia            |
| 3                                      | gmina Kosakowo                  |      | Kosakowo          |
| 3                                      | miasto Rumia                    |      | Rumia             |
| 4                                      | miasto Sopot                    |      | Sopot             |
| Urząd rejonowy w Kartuzach             |                                 |      |                   |
| 1                                      | gmina Chmielno                  |      | Chmielno          |
| 2                                      | gmina Kartuzy                   |      | Kartuzy           |
| 3                                      | gmina Przodkowo                 |      | Przodkowo         |
| 4                                      | gmina Sierakowice               |      | Sierakowice       |
| 5                                      | gmina Somonino                  |      | Somonino          |
| 6                                      | gmina Stężyca                   |      | Stężyca           |
| 7                                      | gmina Sulęczyno                 |      | Sulęczyno         |
| 8                                      | Gmina Żukowo                    |      | Żukowo            |
| Urząd rejonowy w Kościerzynie          |                                 |      |                   |
| 1                                      | gmina Dziemiany                 |      | Dziemiany         |
| 2                                      | gmina Karsin                    |      | Karsin            |
| 3                                      | miasto Kościerzyna (od 1992 r.) |      | Kościerzyna       |
| 4                                      | gmina Kościerzyna               |      | Kościerzyna       |
| 5                                      | gmina Liniewo                   |      | Liniewo           |
| 6                                      | gmina Lipusz                    |      | Lipusz            |
| 7                                      | gmina Nowa Karczma              |      | Nowa Karczma      |
| 8                                      | gmina Stara Kiszewa             |      | Stara Kiszewa     |
| Urząd rejonowy w Pucku                 |                                 |      |                   |
| 1                                      | miasto Hel                      |      | Hel               |
| 2                                      | miasto Jastarnia                |      | Jastarnia         |
| 3                                      | gmina Krokowa                   |      | Krokowa           |
| 4                                      | miasto Puck                     |      | Puck              |
| 5                                      | gmina Puck                      |      | Puck              |
| 6                                      | miasto Władysławowo             |      | Władysławowo      |
| Urząd rejonowy w Starogardzie Gdańskim |                                 |      |                   |
| 1                                      | gmina Bobowo                    |      | Bobowo            |
| 2                                      | miasto Czarna Woda              |      | Czarna Woda       |
| 3                                      | gmina Kaliska                   |      | Kaliska           |
| 4                                      | gmina Lubichowo                 |      | Lubichowo         |
| 5                                      | gmina Osieczna                  |      | Osieczna          |
| 6                                      | gmina Osiek                     |      | Osiek             |
| 7                                      | gmina Skarszewy                 |      | Skarszewy         |
| 8                                      | miasto Skórcz (od 1992 r.)      |      | Skórcz            |
| 9                                      | gmina Skórcz                    |      | Skórcz            |
| 10                                     | gmina Smętowo Graniczne         |      | Smętowo Graniczne |
| 11                                     | miasto Starogard Gdański        |      | Starogard Gdański |
| 12                                     | gmina Starogard Gdański         |      | Starogard Gdański |
| 13                                     | gmina Zblewo                    |      | Zblewo            |
| Urząd rejonowy w Tczewie               |                                 |      |                   |
| 1                                      | gmina Gniew                     |      | Gniew             |
| 2                                      | gmina Morzeszczyn               |      | Morzeszczyn       |
| 3                                      | gmina Pelplin                   |      | Pelplin           |
| 4                                      | gmina Subkowy                   |      | Subkowy           |
| 5                                      | miasto Tczew                    |      | Tczew             |
| 6                                      | gmina Tczew                     |      | Tczew             |
| Urząd rejonowy w Wejherowie            |                                 |      |                   |
| 1                                      | gmina Choczewo                  |      | Choczewo          |
| 2                                      | gmina Gniewino                  |      | Gniewino          |
| 3                                      | gmina Linia                     |      | Linia             |
| 4                                      | gmina Luzino                    |      | Luzino            |
| 5                                      | gmina Łęczyce                   |      | Łęczyce           |
| 6                                      | miasto Reda                     |      | Reda              |
| 7                                      | gmina Szemud                    |      | Szemud            |
| 8                                      | miasto Wejherowo                |      | Wejherowo         |
| 9                                      | gmina Wejherowo                 |      | Wejherowo         |

## Miasta
- Gdańsk – 458 988
- Gdynia – 253 521
- Tczew – 61 028
- Starogard Gdański – 50 723
- Wejherowo – 47 163
- Sopot – 42 781
- Rumia – 41 898
- Pruszcz Gdański – 26 298
- Kościerzyna – 23 501
- Reda – 17 200
- Kartuzy – 15 700
- Puck – 11 673
- Władysławowo – 10 100
- Pelplin – 8 600
- Gniew – 6 800
- Skarszewy – 6 800
- Żukowo – 6 200
- Jastarnia – 4 000
- Hel – 3 900
- Skórcz – 3 500
- Czarna Woda – 3 200

## Ludność w latach
| Rok                    | Liczba mieszkańców |
| ---------------------- | ------------------ |
| 1975 (31 grudnia)      | 1249,3 tys.        |
| 1976 (31 grudnia)      | 1275,9 tys.        |
| 1977 (31 grudnia)      | 1298,6 tys.        |
| 1978 (spis powszechny) | 1 295 715          |
| 1978 (31 grudnia)      | 1293,3 tys.        |
| 1979 (31 grudnia)      | 1316,5 tys.        |
| 1980 (31 grudnia)      | 1333,8 tys.        |
| 1983 (31 grudnia)      | 1372,8 tys.        |
| 1985 (31 grudnia)      | 1401,5 tys.        |
| 1986                   | 1411,2 tys.        |
| 1987                   | 1419,8 tys.        |
| 1988                   | 1410,9 tys.        |
| 1989 (31 grudnia)      | 1423,3 tys.        |
| 1990 (30 czerwca)      | 1428 tys.          |
| 1990 (31 grudnia)      | 1431,6 tys.        |
| 1991 (31 grudnia)      | 1438,9 tys.        |
| 1992 (31 grudnia)      | 1437,7 tys.        |
| 1993 (30 czerwca)      | 1440,9 tys.        |
| 1994 (31 grudnia)      | 1450,1 tys.        |
| 1995 (30 czerwca)      | 1452,2 tys.        |
| 1995 (31 grudnia)      | 1455,9 tys.        |
| 1997 (31 grudnia)      | 1464,8 tys.        |

## Wojewodowie gdańscy
- Henryk Śliwowski (1975–1979) (PZPR)
- Jerzy Kołodziejski (1979–1982) (PZPR)
- Mieczysław Cygan (1982–1988) (PZPR)
- Jerzy Jędykiewicz (1988–1990) (PZPR)
- Maciej Płażyński (1990–1996) (bezpartyjny)
- Henryk Wojciechowski (1996–1997) (SLD/SdRP)
- Tomasz Sowiński (1998) (AWS)